# Tadeusz Czacki
Tadeusz Czacki, född 28 augusti 1765 i Poryck, Volynien, död 8 februari 1813 i Dubno, var en polsk greve och skriftställare.
Czacki förlorade, efter Polens andra delning (1793), sina gods och slog sig då ned som lärare i Kraków, men återfick sedermera av kejsar Paul I sin egendom och verkade därefter ivrigt för folkundervisningens och nationalkänslans höjande i de gammalpolska provinserna, särskilt genom inrättande av gymnasium och bibliotek i Kremenets och Kiev (1811 och 1812).
På grund av sitt polsknationella reformeringsnit blev han i Sankt Petersburg framställd som en "ungdomens förförare"; men han visste försvara sig så väl, att tsar Alexander I 1807 utnämnde honom till vice kurator för den offentliga undervisningen i de västra guvernementen. Czackis förnämsta arbete är O litewskich i polskich prawach (1800), vilket handlar om de polsk-litauiska lagarna.